# Eurovision Song Contest 1967
Eurovision Song Contest 1967 viste for første gang billeder fra det såkaldte green room, hvor artisterne venter. Værtinden, der havde budt velkommen på tysk, fransk, engelsk, italiensk, spansk, russisk og polsk, var tilsyneladene så nervøs og forvirret, at hun udråbte Storbritannien som vinder, da der stadig manglede stemmer fra Irland. Dette betød at EBUs talsmand måtte gribe ind.

## Deltagere og resultater
| Land (Sprog)   | Solist             | Sang (Uofficiel oversættelse)       | Plads. | Point |
| -------------- | ------------------ | ----------------------------------- | ------ | ----- |
| Holland        | Thérèse Steinmetz  | Ring-dinge                          | 14     | 2     |
| Luxembourg     | Vicky Leandros     | L'amour est bleu                    | 4      | 17    |
| Østrig         | Peter Horten       | Warum es hunderttausend Sterne gibt | 14     | 2     |
| Frankrig       | Noëlle Cordier     | Il doit faire beau là-bas           | 3      | 20    |
| Portugal       | Eduardo Nascimente | O vento mudou                       | 12     | 3     |
| Schweiz        | Géraldine          | Quel coeur vas-tu briser?           | 17     | 0     |
| Sverige        | Östen Warnerbring  | Som en dröm                         | 9      | 7     |
| Finland        | Fredi              | Varjoon-suojaan                     | 12     | 3     |
| Vesttyskland   | Inge Brück         | Anouschka                           | 9      | 7     |
| Belgien        | Louis Neefs        | Ik heb zorgen                       | 7      | 8     |
| Storbritannien | Sandie Shaw        | Puppet on a string                  | 1      | 47    |
| Spanien        | Raphael            | Hablemos del amor                   | 6      | 9     |
| Norge          | Kirsti Sparboe     | Dukkemann                           | 14     | 2     |
| Monaco         | Minouche Barelli   | Boum-badaboum                       | 5      | 10    |
| Jugoslavien    | Lado Leskovar      | Vse roze sveta                      | 7      | 8     |
| Italien        | Claudio Villa      | Non andare più lontano              | 11     | 4     |
| Irland         | Sean Dunphy        | If I could choose                   | 2      | 22    |

48°12′23″N 16°21′55″Ø / 48.206507°N 16.365262°Ø